# 孫磐
孫磐（1467年—？），字伯堅，遼東定遼中衛軍籍，山東掖縣人，明朝政治人物。

## 生平
山東鄉試第五十六名舉人，弘治九年（1496年）丙辰科會試第一百三十九名，第三甲第六十八名進士。曾就刑部典吏徐珪以滿倉兒案上疏彈劾中官楊鵬得罪而上疏聲辯，不為孝宗接納。久之升爲吏部主事。正德年間，因上疏抗議宦官干政，而被劉瑾誣陷為奸黨，勒令歸鄉。劉瑾被誅殺后，起用為河南僉事，后因事連坐被罷免。

## 家族
曾祖孫義；祖父孫旺；父孫敏，母曹氏。重庆下。

## 延伸阅读
[在维基数据编辑]
 《明史卷一百八十九》，出自《明史》